# Vano Muradeli
Vano Iljitj Muradeli (georgiska: ვანო მურადელი; ryska: Вано Ильич Мурадели), född 6 april 1908 i Gori, guvernementet Tiflis, död 14 augusti 1970 i Tomsk, Sovjetunionen, var en georgisk tonsättare. 

## Biografi
Muradeli fick sin utbildning vid konservatoriet i Tbilisi och därefter i Moskva, där han utexaminerades 1938, efter att ha varit Nikolaj Mjaskovskijs elev. Han var verksam som dirigent under 1930-talet och blev under krigsåren ledare för örlogsflottans centrala ensemble.
Hans första betydande verk skrevs som en symfoni till Sergej Kirovs minne, och är typisk för Muradeli, med monumentala former och melodiska och dramatiska intentioner med bakgrund i rysk viskonst. Hans andra symfoni belönades med Stalinpriset.
Hans atonala opera Den stora vänskapen föranledde kommunistpartiets centralkommitté att utfärda ett dekret riktat mot så kallad formalism och kosmopolitism: 
Musiken i operan är inte uttrycksfull, den är fattig. Det finns inte en enda melodi eller aria i den, som fäster sig i minnet. Den är skräpig och disharmonisk, byggd på endast dissonanser - tonsammanställningar, som skär i örat. Enstaka linjer och scener, som gör anspråk på att vara melodiska, blir plötsligt avbrutna av oartikulerat oväsen, som är helt främmande för en normal människas öra och som verkar gastkramande på åhöraren.
Muradeli förvisades till Sibirien, men rehabiliterades 1958 och var från 1959 och fram till sin död ordförande i Moskvas tonsättarförbund. Han fick 1946 och 1950 Sovjetunionens statliga pris och blev 1968 utnämnd till folkartist.

## Verk i urval
- Октябрь (Oktober), opera 1964
- Девушка с голубыми глазами (Flickan med de blå ögonen), operett 1966
- Москва-Париж-Москва (Moskva-Paris-Moskva), operett 1968
- Песня-здравица (Sångskålen), kantat 1941
- 2 symfonier 1938 och 1945
- Торжественная увертюра к 50-летию Молотова (Festuvertyr till Molotovs 50-årsdag) 1940
- Georgisk symfonisk dans 1936

Därutöver andra orkesterverk, sångcykler, omkring 300 solosånger och kampsånger, teater- och filmmusik samt folkvisearrangemang.